# India International 1999
Die India International 1999 im Badminton fanden Anfang Dezember 1999 statt.

## Sieger und Platzierte
| Disziplin    | Gold                                | Silber                         | Bronze                          |
| ------------ | ----------------------------------- | ------------------------------ | ------------------------------- |
| Herreneinzel | Pullela Gopichand                   | Ajit Wijetilak                 | Siddharth Jain                  |
| Herreneinzel | Pullela Gopichand                   | Ajit Wijetilak                 | Chetan Anand                    |
| Dameneinzel  | B. R. Meenakshi                     | P. V. V. Lakshmi               | Trupti Murgunde                 |
| Dameneinzel  | B. R. Meenakshi                     | P. V. V. Lakshmi               | Parul Priyadarshini             |
| Herrendoppel | Jaseel P. Ismail Vincent Lobo       | Rajeev Bagga Vinod Kumar       | Anuj Gupta Thomas Kurian        |
| Herrendoppel | Jaseel P. Ismail Vincent Lobo       | Rajeev Bagga Vinod Kumar       | Markose Bristow Vijaydeep Singh |
| Damendoppel  | Archana Deodhar P. V. V. Lakshmi    | Trupti Murgunde Ketaki Thakkar | Jwala Gutta Shruti Kurien       |
| Damendoppel  | Archana Deodhar P. V. V. Lakshmi    | Trupti Murgunde Ketaki Thakkar | C. H. Deepti B. R. Meenakshi    |
| Mixed        | J. B. S. Vidyadhar P. V. V. Lakshmi | Vinod Kumar B. R. Meenakshi    | Mahbubur Rob Ayesha Khatun Nuri |
| Mixed        | J. B. S. Vidyadhar P. V. V. Lakshmi | Vinod Kumar B. R. Meenakshi    | Vincent Lobo Archana Deodhar    |